# 岩名泰得
岩名 泰得（いわな やすのり、1931年3月21日 - ）は、日本のジャーナリスト、政治運動家。

## 経歴
東京府北豊島郡石神井村（現・東京都練馬区下石神井）生まれ。早稲田大学に進み、在学中の1953年1月15日、日本共産党に入党。党本部勤務員、東京・中央区委員会副委員長、東京・中部地区委員会常任委員を務めたのち、赤旗編集局に入局。校正部記者、整理部記者、外信部ハノイ特派員、外信部副部長、ブカレスト特派員などを歴任した。1984年7月15日、離党届を提出したが、1985年1月25日、除籍された。

## 著作

### 翻訳
- ファム・ニュー・クオンほか著 ; 岩名泰得編訳『ベトナム革命とマルクス主義哲学』青木書店 1976.7[2]
- ヴァン・タップ著 ; 岩名泰得訳『ベトナム戦争とアメリカ経済』蒼々出版 1977.4[2]
- マイケル・ウォーラー著 ; 岩名やすのり訳『民主主義的中央集権制 : 歴史的評釈』青木書店 1982.12[2]
- フランソワ・フェイト著 ; いわな・やすのり訳『ブダペスト蜂起1956年 : 最初の反全体主義革命』窓社 1990.4[2]

### 寄稿
- 「ベトナム人民の反撃(ハノイからの通信)」『前衛』 (341), pp.16-26, 1972-08
- 「南ベトナムの反チュー政治闘争の発展」『前衛』 (378), pp.210-216, 1975-01
- 「新段階を迎えたラオス情勢(世界と日本)」『前衛』 (384), pp.199-202, 1975-07
- 「元赤旗ブカレスト特派員が宮本共産党を告発！ 『私のルーマニア警告はこうして無視された』」『サンデー毎日』1990年3月4日号
- 「元『赤旗』ルーマニア特派員の『爆弾寄稿』『宮本顕治議長よ　誤りを認めよ』歴史に立ち遅れた日本共産党を徹底批判する」『月刊現代』1990年5月号